# Hecht 2. farkasfalka
A második Hecht farkasfalka a Kriegsmarine tengeralattjárókból álló második világháborús támadóegysége volt, amely összehangoltan tevékenykedett 1942. május 8. és 1942. június 18. között az Atlanti-óceán északi részén, a Vizcayai-öböl és Új-Fundland között. A második Hecht (Csuka) farkasfalka kilenc búvárhajóból állt, amelyek 14 hajót süllyesztettek el. A hajók összesített vízkiszorítása 67 167 brt volt. A tengeralattjárók nem szenvedtek veszteséget.

## A farkasfalka tengeralattjárói
| A hajó száma | Parancsnoka             | Részvétel kezdete | Részvétel vége   |
| ------------ | ----------------------- | ----------------- | ---------------- |
| U–94         | Otto Ites               | 1942. május 8.    | 1942. június 16. |
| U–96         | Hans-Jürgen Hellriegel  | 1942. május 11.   | 1942. június 18. |
| U–116        | Werner von Schmidt      | 1942. május 26.   | 1942. május 29.  |
| U–124        | Johann Mohr             | 1942. május 8.    | 1942. június 18. |
| U–404        | Otto von Bülow          | 1942. május 8.    | 1942. május 11.  |
| U–406        | Horst Dieterichs        | 1942. május 8.    | 1942. június 18. |
| U–569        | Hans-Peter Hinsch       | 1942. május 8.    | 1942. június 18. |
| U–578        | Ernst-August Rehwinkel  | 1942. május 9.    | 1942. május 11.  |
| U–590        | Heinrich Müller-Edzards | 1942. május 8.    | 1942. június 18. |

## Elsüllyesztett és megrongált hajók
| Dátum            | A búvárhajó száma | A hajó neve     | Nemzetisége        | Vízkiszorítása | Konvoj  |
| ---------------- | ----------------- | --------------- | ------------------ | -------------- | ------- |
| 1942. május 12.  | U–94              | Cocle           | Panama             | 5630           | ONS–92  |
| 1942. május 12.  | U–124             | Cristales       | Egyesült Királyság | 5389           | ONS–92  |
| 1942. május 12.  | U–124             | Empire Dell     | Egyesült Királyság | 7065           | ONS–92  |
| 1942. május 12.  | U–124             | Llanover        | Egyesült Királyság | 4959           | ONS–92  |
| 1942. május 12.  | U–124             | Mount Parnes    | Görögország        | 4371           | ONS–92  |
| 1942. május 13.  | U–94              | Batna           | Egyesült Királyság | 4399           | ONS–92  |
| 1942. május 13.  | U–94              | Tolken          | Svédország         | 4471           | ONS–92  |
| 1942. június 5.  | U–94              | Maria da Glória | Portugália         | 320            |         |
| 1942. június 9.  | U–124             | FFl Mimosa*     | Franciaország      | 925            | ONS–100 |
| 1942. június 10. | U–94              | Empire Clough   | Egyesült Királyság | 6147           | ONS–100 |
| 1942. június 10. | U–94              | Ramsay          | Egyesült Királyság | 4855           | ONS–100 |
| 1942. június 11. | U–569             | Pontypridd**    | Egyesült Királyság | 4458           | ONS–100 |
| 1942. június 11. | U–94              | Pontypridd      | Egyesült Királyság | 4458           | ONS–100 |
| 1942. június 12. | U–124             | Dartford        | Egyesült Királyság | 4093           | ONS–100 |
| 1942. június 18. | U–124             | Seattle Spirit  | Egyesült Államok   | 5627           | ONS–100 |

* Hadihajó

** A hajó nem süllyedt el, csak megrongálódott